# Sosibius
Sosibius († 51) war ein römischer Gelehrter und Politiker des 1. Jahrhunderts n. Chr.
Über Sosibius’ Herkunft und Jugend ist nichts bekannt; möglicherweise war er ein kaiserlicher Freigelassener. Kaiser Claudius betraute ihn mit der Erziehung seines Sohnes Britannicus. Im Jahr 47 warnte Sosibius den Kaiser – wohl im Auftrag von dessen Ehefrau Messalina – vor der Macht und dem Reichtum des zweifachen Konsulars Valerius Asiaticus. Asiaticus wurde daraufhin festgenommen, verhört und schließlich zum Suizid gezwungen. Auf Vorschlag des Lucius Vitellius, der in diesem Jahr gemeinsam mit Claudius zum dritten Mal das Konsulat bekleidete, ließ der Senat Sosibius wenig später eine Million Sesterzen zukommen, wohl als Belohnung für seine Aussage gegen Asiaticus. Vier Jahre später wurde Sosibius auf Betreiben Agrippinas, der Nachfolgerin der in Ungnade gefallenen Messalina, wie andere Vertraute des Britannicus unter dem Vorwand einer Verschwörung hingerichtet.